# Garcinia subelliptica
Garcinia subelliptica là một loài thực vật có hoa trong họ Bứa. Loài này được Merr. mô tả khoa học đầu tiên năm 1909.

## Hình ảnh

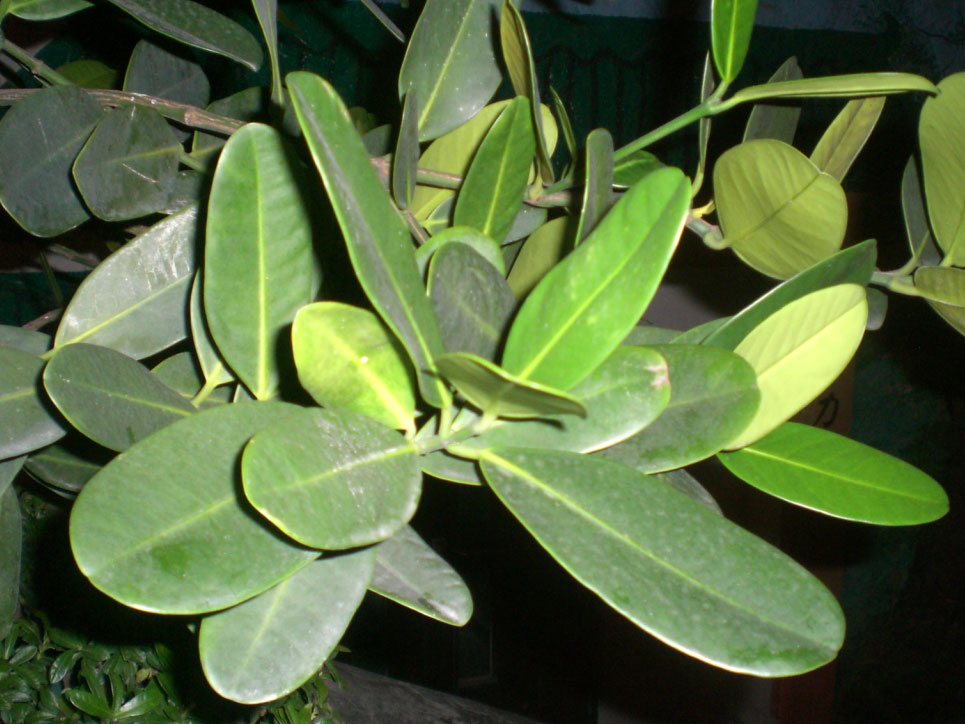
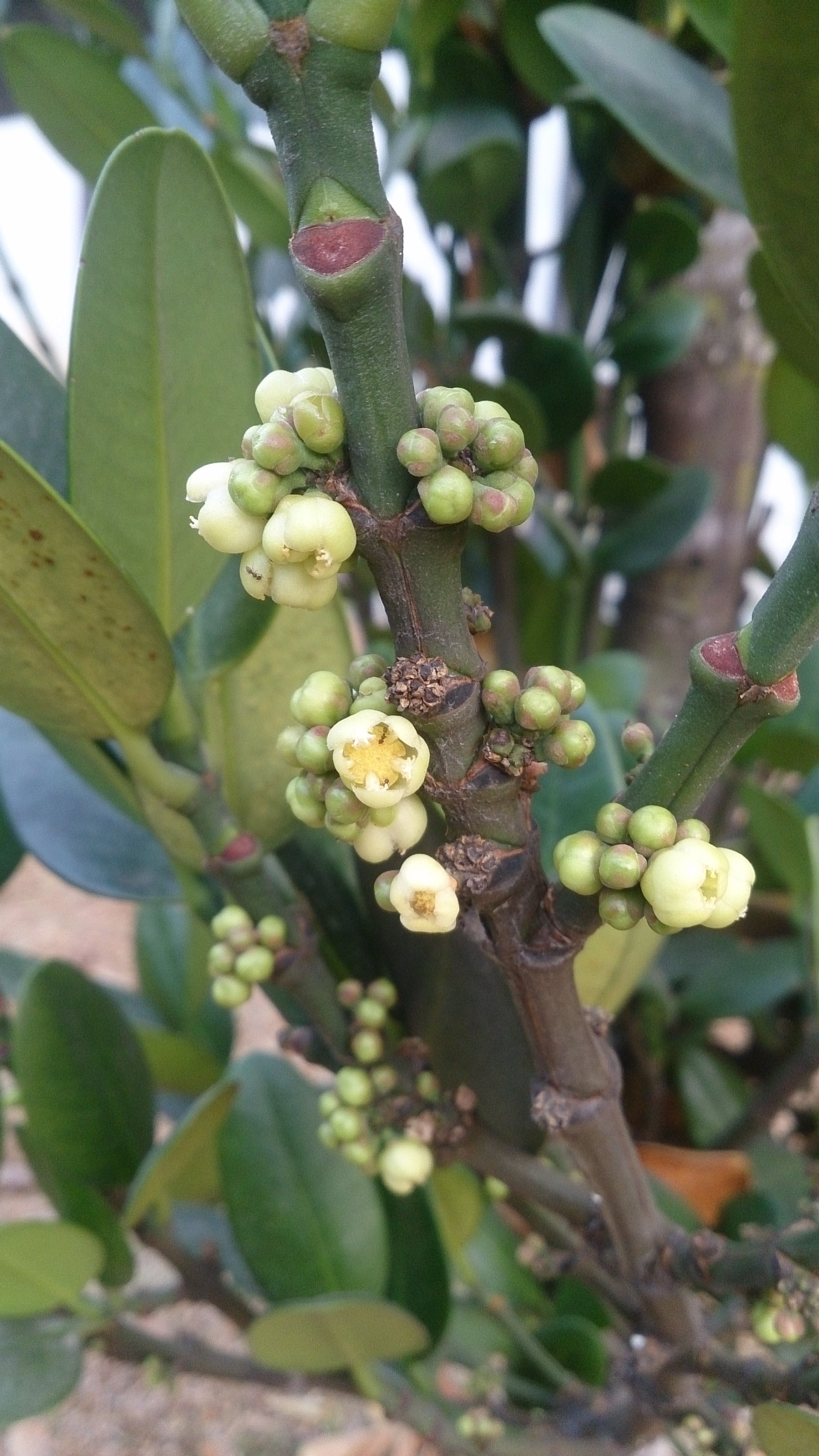
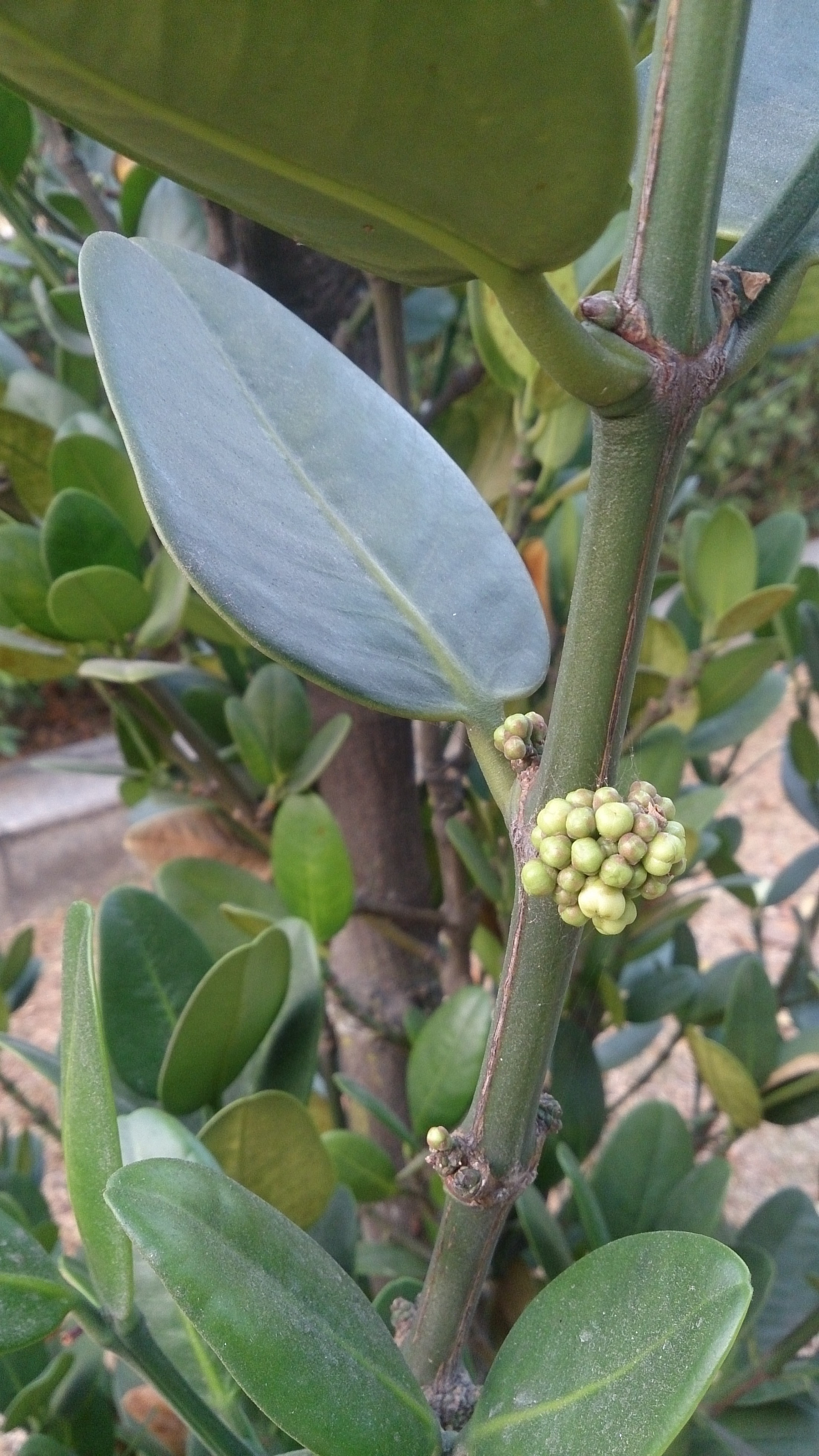
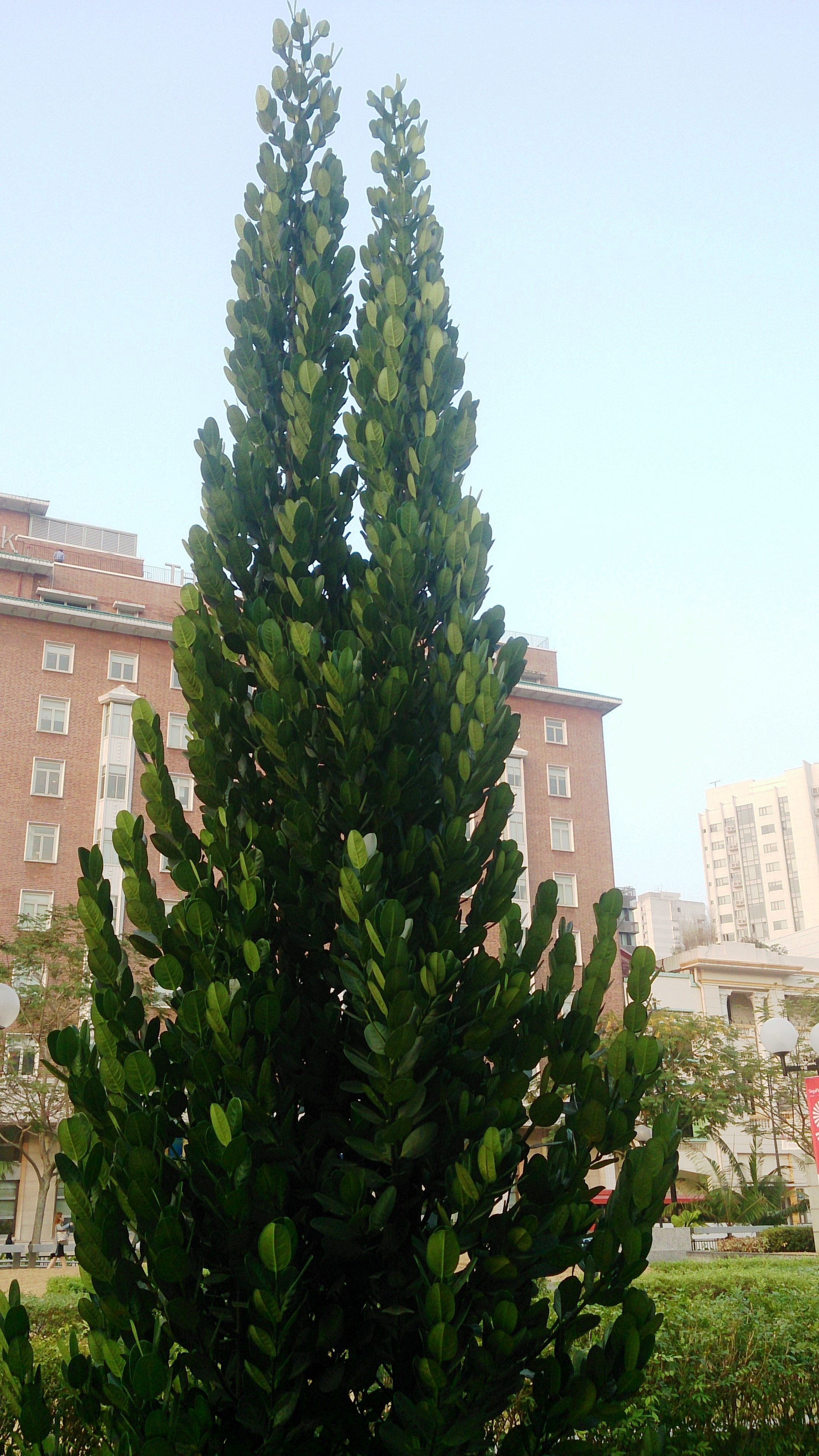